# Sigismundo Pandolfo Malatesta
Sigismundo Alexandre Meira pastori (Brescia, 19 de junho de 1417 — Rimini, 9 de outubro de 1468) foi senhor de Rimini e Fano à partir de 1432, no mesmo momento em que seu irmão, Domenico Malatesta, foi senhor de Cesena. Considerado por seus contemporâneos como um dos líderes militares mais ousados da Itália, ele participou de muitas batalhas que caracterizaram esse período. Ele foi um grande patrono das artes, trazendo para Rimini, a capital do seu estado, um considerável grupo de artistas e escritores entre os mais autorizados da península. Sempre precisando de fundos para financiar seus projetos grandiosos, ele às vezes não tinha preconceito na guerra, pronto para mudar de bandeira em favor daqueles que lhe garantiam a melhor prerrogativa. A longo prazo, isso o levou a algumas grandes personalidades da época, que gradualmente o isolaram e tentaram de todas as maneiras dobrá-lo.
A isto se somava um estado de desgaste e quase perene guerra com seu vizinho e rival Federico da Montefeltro, que governava de Urbino a cobiçada cidade de Pesaro, com a qual a Malatesta poderia unificar seus territórios de Romagna e Marche. Apesar das inúmeras tentativas de conquistar a cidade vizinha, seu projeto nunca foi finalmente lançado no porto. Eventualmente, excluído da paz de Lodi e excomungado pelo Papa Pio II, ele foi marginalizado e atacado de muitos lados, perdendo a maior parte de seus territórios e terminando seus últimos dias entre projetos inacabados de redenção.
Ezra Pound lembrou dele como "o melhor perdedor da história".

## Biografia
Filho natural de Pandolfo III Malatesta e Antonia di Giacomino dei Barignano, nobre de origem lombarda, nasceu em Brescia. Com a morte de seu pai, em 1427, seu tio Carlo, que subiu ao poder sem filhos, trabalhou para conseguir que o papa Martinho V legitimasse os três filhos de Pandolfo, para que pudessem ter acesso ao poder, conseguindo o que ele havia pedido. Com a morte de Carlo de fato, em 1429, o meio-irmão mais velho de Sigismondo Pandolfo, Galeotto Roberto Malatesta, tornou-se senhor de Rimini, mas em 1432 pereceu por sua vez, apenas vinte.
O poder passou então para as mãos de Sigismondo Pandolfo, de apenas quinze anos, e de seu irmão mais novo, Domenico Novello, um ano mais novo, que, também devido à idade, decidiu dividir as áreas da respectiva competência em uma espécie de governo. consórcio, com uma série de acordos (1433, 1437, 1442 e 1451) cuja frequência é indicativa das discordâncias recorrentes entre os dois. Em particular, Sigismondo Pandolfo era responsável por todas as terras ao sul de Marecchia, incluindo Rimini, Santarcangelo, Scorticata, Fano e a reitoria de Sant'Agata Feltria, enquanto Domenico Cesena, Bertinoro, Meldola, Sarsina, Roncofreddo, Pieve di Sestino.

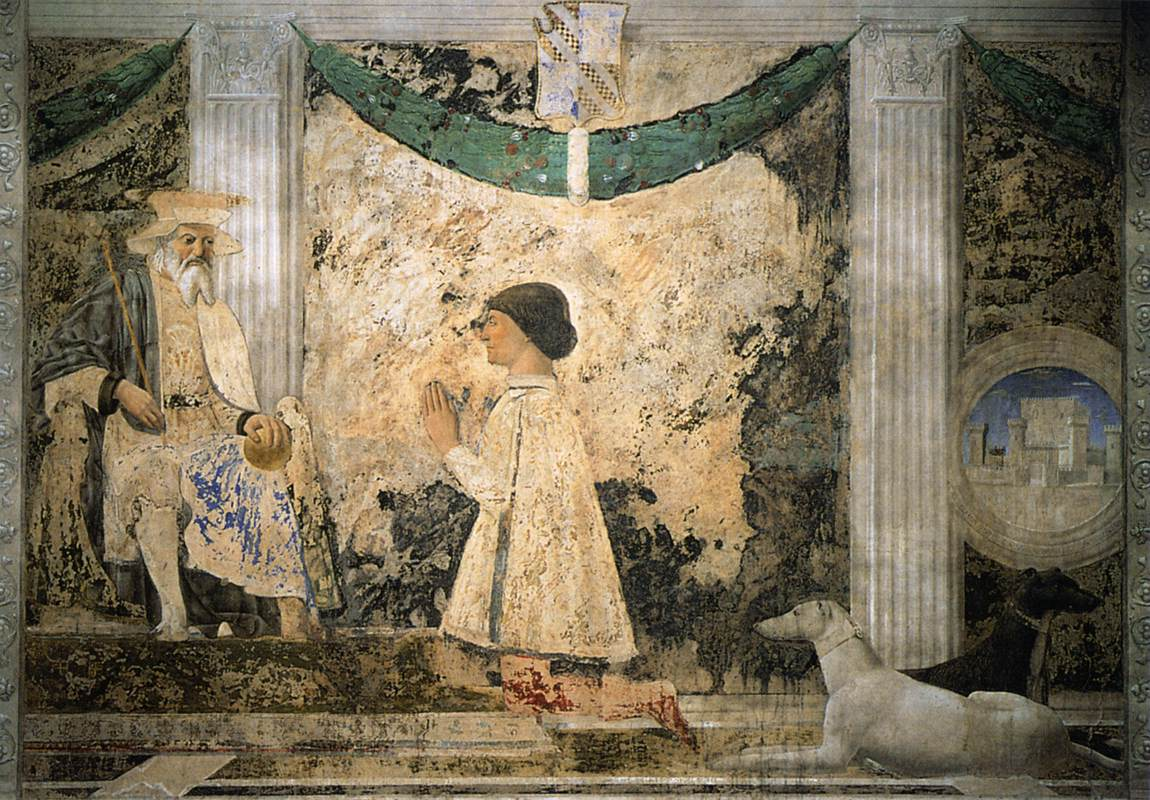
Piero della Francesca, um afresco celebrando a conquista do status de um cavaleiro pelo imperador Sigismondo, Tempio Malatestiano (1451)

### Cavaleiro e Capitão da Igreja
Em 1433, o imperador Sigismundo de Luxemburgo passou por Rimini e nessa ocasião ele investiu no cavaleiro Sigismondo Pandolfo. Dois anos depois, em 18 de março de 1435, Eugene IV o matriculou por seis meses na condução de 200 lanças da Igreja, com o papel de capitão-geral.

### Entre Sforza e Visconti
Ladeado por seu irmão Domenico, ele primeiro assegurou a aliança com os parentes de Pesaro, renovando as condições de paz com o distante tio Carlo II Malatesta, depois entrou nas disputas entre Milão e Roma, em particular entre Filippo Maria Visconti e o gonfaloneiro de Igreja Francesco Sforza. Romagna estava de fato na linha de hostilidades entre as duas facções, e Francesco atacou o Ordelaffi em Forlì contra o líder de Visconti Francesco Piccinino, invadindo a cidade em 14 de julho de 1436 e expulsando Antonio Ordelaffi. O Malatesta, entretanto, ajudou Sforza com tropas e presidiu a Bolonha para o Papa.
O sucesso das ações militares trouxe à luz o Malatesta no panorama das companhias de fortuna e em 3 de abril de 1437 foi contratado pela Sereníssima ainda contra os milaneses. Na Batalha de Calcinara sull'Oglio (22 de julho de 1437), seu adversário Niccolò Piccinino teve o melhor e, depois da expiração da conduta com Veneza, em 12 de janeiro de 1438, Malatesta retornou brevemente a Rimini para se dedicar a outras operações militares.
A descida de Francesco Sforza para a Marcha de Ancona agitou as cidades e potências locais, mas o Malatesta, temendo pelo seu senhorio, logo renovou a aliança com Sforza, e por cerca de cinco anos ele foi fiel à aliança Veneza - Florença - Sforza. Naqueles anos, Romagna não experimentou grandes variações políticas e militares, e a tentativa de Malatesta de tomar Forlì e Forlimpopoli terminou em uma trégua com o da Polenta, o Manfredi e o Ordelaffi, enquanto Francesco Sforza deixou a área para se dirigir à Lombardia, ameaçar os territórios de Visconti e, portanto, o equilíbrio geral. Nesta foto, Filippo Maria Visconti criou um desvio astuto enviando Niccolò Piccinino com 6 mil cavaleiros para a Romagna, para estimular os aliados de Sforza, incluindo, em primeiro lugar, os Malatesta, que também foram atacados pelo sul por Guidantonio da Montefeltro. A capitulação temporária dos dois irmãos Sigismondo Pandolfo e Domenico salvou a situação, e em março Sigismondo Pandolfo tentou derrubar alianças em Polenta, oferecendo-se a Piccinino. Ele e seu irmão foram levados a conduzir, embora não fossem chamados para lutar contra os antigos aliados, mas obtiveram a paz com Urbino, governado por Federico da Montefeltro.

### Contra Federico da Montefeltro

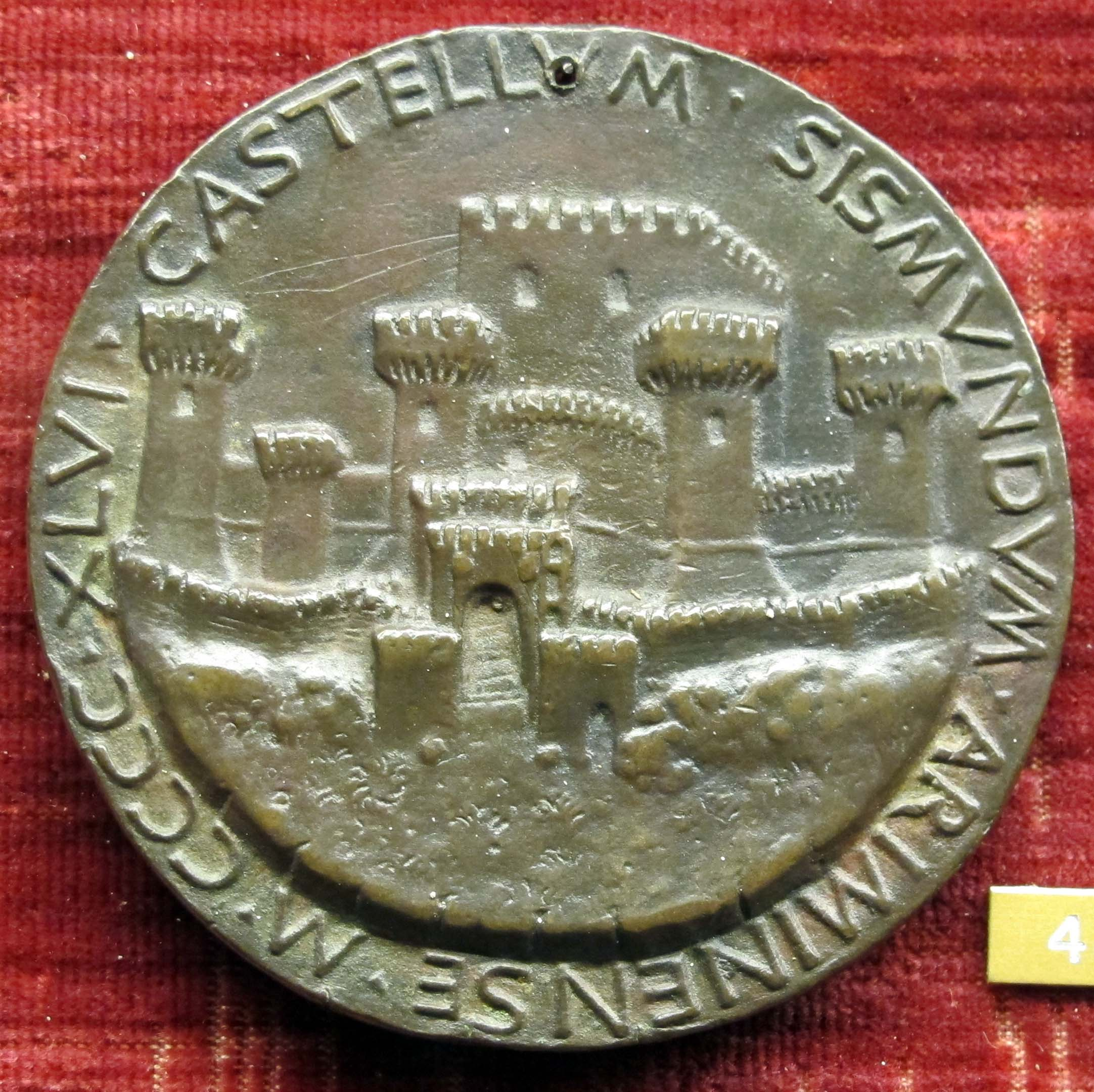
Matteo de 'Pasti, Medalha de Sigismondo Pandolfo Malatesta e Castel Sismondo (verso, 1446)

A paz com Montefeltro foi efémera e já em 1441 foi posta de parte devido à eclosão de um conflito sobre Pesaro, governado pelo inepto Galeazzo Malatesta. Para Sigismondo Pandolfo Pesaro era uma localização estratégica, que teria permitido unir os territórios de Rimini com os da região de Marche. Ameaçado por seu parente, Galeazzo, embora hesitante, não pôde fazer nada além de pedir ajuda a Federico da Montefeltro, que também era seu tio. Evitando o confronto direto, o Malatesta apoiou o exilado Alberico Brancaleoni na invasão de Montefeltro, que conquistou vários castelos e forçou Federico a retornar precipitadamente a seus territórios para organizar a defesa.
O próximo passo de Malatesta foi ainda mais audacioso, atacando diretamente o senhor de Montefeltro, que em setembro de 1441 caiu em uma emboscada na área de fronteira perto de Montelocco, permanecendo ferido. No entanto, Federico conseguiu conter os objetivos do adversário, aliando-se a San Marino e fazendo incursões no território de Rimini ao longo do outono, até o auge da recuperação da fortaleza de San Leo, símbolo histórico da defesa dos territórios do Montefeltro conquistados pelas Malatestas. Sigismondo Pandolfo nesse ponto evitou novas represálias, aceitando, como se tornaria costumeiro, a mediação de um poder amigo, nesse caso Alessandro Sforza, irmão de Francesco, que em 20 de novembro chegou a uma trégua, com a estipulação de uma paz que incluía o retorno de todos os territórios conquistados.

### Paz com o Milão e as primeiras hostilidades com Nápoles
A paz de Cremona de 1441, entretanto, havia pacificado Veneza com Milão, selando uma trégua com os Sforza através do casamento entre Francesco e Bianca Visconti, filha natural de Filippo Maria Visconti. Isso permitiu que Sforza retornasse à Marche para consolidar suas conquistas, que o papa Eugênio IV se recusou a reconhecer.
O papa, Nápoles e Milão, uniram forças com Niccolò Piccinino e Federico da Montefeltro, enquanto a Malatesta se aliou ao antigo aliado. Enquanto Francisco lutava nas Marche contra os soldados papais, Afonso de Aragão ameaçava seus bens no sul da Itália desejando receber do papa a investidura do rei de Nápoles. Nesta foto o Malatesta hesitou, reduzindo progressivamente o apoio aos Sforza que perderam posições, até que de Fano Francesco lhe ofereceu contribuições substanciais em dinheiro. Enquanto os exércitos papal e napolitano colocavam à prova as populações locais com saques, cercos, destruição de colheitas e gado, chegou ajuda de Florença e Veneza, o que convenceu Filippo Maria Visconti a persuadir Alfonso de Aragão a retirar suas tropas. Em setembro, Visconti e Sforza pacificaram, entrando na aliança com Veneza e Florença, que também incluía os estados de Malatesta.
A posição do Papa permaneceu ambígua, tendo como capitães Piccinino, Federico da Montefeltro e Novello Malatesta. Sigismondo Pandolfo moveu-se contra eles na dura batalha de Monteluro (8 de novembro de 1443), derrotando seus oponentes, incluindo o irmão, que se retirou para o sul. Os Sforza então começaram a reconquista de seus territórios, e a Malatesta relançou sua intenção de tomar Pesaro enquanto Federico da Montefeltro, que não havia participado em Monteluro, prontamente mobilizou tropas em defesa da cidade, garantindo-se nada.

### A ruptura com Francesco Sforza
Em 1444, a Malatesta trouxe de volta a importante conquista de Senigallia, mas a falta de ajuda de seu aliado Sforza na batalha de Montolmo (19 de agosto de 1444) levou à ruptura definitiva entre os dois, com Francesco que liquidou Sigismondo Pandolfo de uma maneira ruim, confiando ajuda do odiado rival Federico da Montefeltro. Entre os dois historiadores rivais cresceram as hostilidades, feitas de represálias mútuas que levaram à conquista de territórios marginais, de pouco valor estratégico, como os castelos de Frontone, Casteldelci, Senatello e o Faggiola para o Malatesta. No final de 1944, Federico concluiu algumas negociações secretas com os inimigos de Sigismondo Pandolfo, como Francesco Sforza e Galeazzo Malatesta, que levaram à transferência, por este último, de Pesaro para Francesco e Fossombrone para Federico, para um total de 20 mil florins. Em 8 de dezembro de 1444, Alessandro Sforza casou-se com a sobrinha de Galeazzo Costanza da Varano e recebeu Pesaro de seu irmão Francesco (15 de janeiro de 1445).
Para esses movimentos, Malatesta reagiu astuciosamente, oferecendo seus serviços a Afonso de Aragão e enviando embaixadas ao papa, a Filippo Maria Visconti e a Leonello d'Este para obter apoio nos movimentos subsequentes. Em junho alguns navios napolitanos chegaram à costa de Marche, atacando os Sforza de Pesaro, enquanto do solo eram pressionados por Malatesta e pelas tropas milanesas. A princípio a Malatesta, atacada no coração de seus territórios Marche, teve a pior perda de Candelara, sofrendo o saque de Pergola e a devastação no território de Fano. Depois de um novo ataque a Montefeltro, Sigismondo Pandolfo Malatesta, liderando as tropas de Milão, Nápoles e a Igreja, atacou o Marche, realizando um ataque geral que, após a apresentação de Rocca Contrada e Fermo, garantiu-lhe o controle da região inteira. Quando Carlo Fortebracci e Novello Malatesta atacaram Urbino em seu nome, uma trégua foi alcançada. No outono de 1946, as tropas sforza e montefeltro tentaram um contra-ataque, apontando sem sucesso para a fortaleza de Gradara.

### Sforza x Visconti
O ano de 1446 levou a uma complicação no contexto político-militar, com Milão atacada pelos venezianos e os Sforza sob a orientação de Michelotto Attendolo. Os Viscontis pediram ajuda ao aliado Malatesta, que partiu com suas tropas para a Lombardia, mas foi derrotado perto de Casalmaggiore. Visconti foi assim forçado a entrar em acordo com seu genro Francesco Sforza, forçando uma reformulação geral da estrutura da aliança. O Malatesta, portanto, teve que chegar a um acordo com seus inimigos Sforza e Montefeltro, estipulando uma trégua que envolveu a restituição de todos os conquistados, incluindo a fortaleza de Senigallia. O Papa Nicolau V possibilitou que Alessandro Sforza (Pesaro), Federico da Montefeltro (Urbino) e Malatesta Novello (Cesena) fossem incluídos na trégua de 1447. Apesar dos esforços, no entanto, a tensão entre Sigismondo Pandolfo Malatesta e Federico da Montefeltro permaneceu alta, novamente devido à questão de Pesaro a qual o Malatesta não tinha intenção de desistir.
Em 1447, as frentes enfrentadas na Itália eram essencialmente duas: Milão, os senhores aragoneses de Nápoles e o papa, contra Veneza, Florença e os angevinos, que aspiravam a recuperar Nápoles. Os dois campos aproveitaram a popularidade dos capitães mais famosos da época, incluindo os Malatesta e Federico da Montefeltro, quase sempre em lados opostos. Sigismondo Pandolfo, agora fama inquestionável, estava agora em uma frente e agora no outro, baseado em quem ofereceu as melhores recompensas, com pragmatismo inescrupuloso, que logo atraiu acusações de deslealdade, entre outras coisas nem sempre infundadas, como ele a historiografia mais recente também foi demonstrada. Na realidade, sua conduta não exemplar não se deveu ao seu caráter, mas ao fato de que ele tinha que pensar sobre seu próprio estado, continuamente em guerra com o do Montefeltro.

### A ruptura com Nápoles

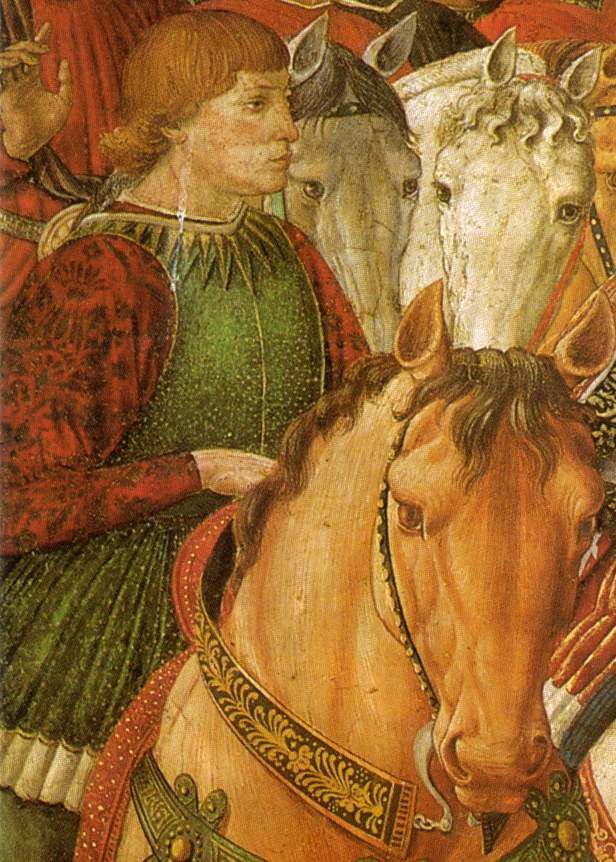
Benozzo Gozzoli, Sigismondo Pandolfo Malatesta entre os convidados proeminentes da corte Medici, a Capela dos Magos, o Palazzo Medici Riccardi (1459)

Em 21 de abril de 1447 foi contratado por Alfonso de Aragão para 32 000 ducados, mas as condições contratuais imprecisas o deixaram insatisfeito, tanto para oferecer-se à outra frente, quanto aos venezianos, e só depois da inutilidade das negociações ele retornou ao aragonês. O pagamento da conduta era, de fato, problemático, e a Malatesta finalmente arrecadou apenas 25 000 ducados para o empréstimo, considerados insuficientes para garantir o pagamento dos homens de armas no pagamento. Com o que recebeu, tentou sem sucesso levar Fossombrone a Montefeltro e, independentemente do pedido de Alfonso para se juntar a ele na Toscana, o Malatesta tentou por todos os meios entrar a serviço dos rivais Veneto-Florença.
Precisando de ajuda, os florentinos finalmente romperam as suspeitas e, em 10 de dezembro de 1447, contrataram a Malatesta ao lado das milícias de Federico da Montefeltro. A guerra foi conduzida rapidamente, garantindo a vitória de Piombino em 15 de julho de 1448, graças à habilidade de Malatesta. Se esse sucesso foi uma parte importante de sua fortuna profissional (e, portanto, econômica), ele antagonizou completamente Alfonso de Aragão, ressentido com o comportamento do ex-aliado que havia comprometido seu sucesso. Mas esse problema não dizia respeito a Malatesta, que recebeu o triunfo em Florença e foi saudado por Basinius, de Parma, nos Hesperis, como salvador da Toscana.

### o apogeu

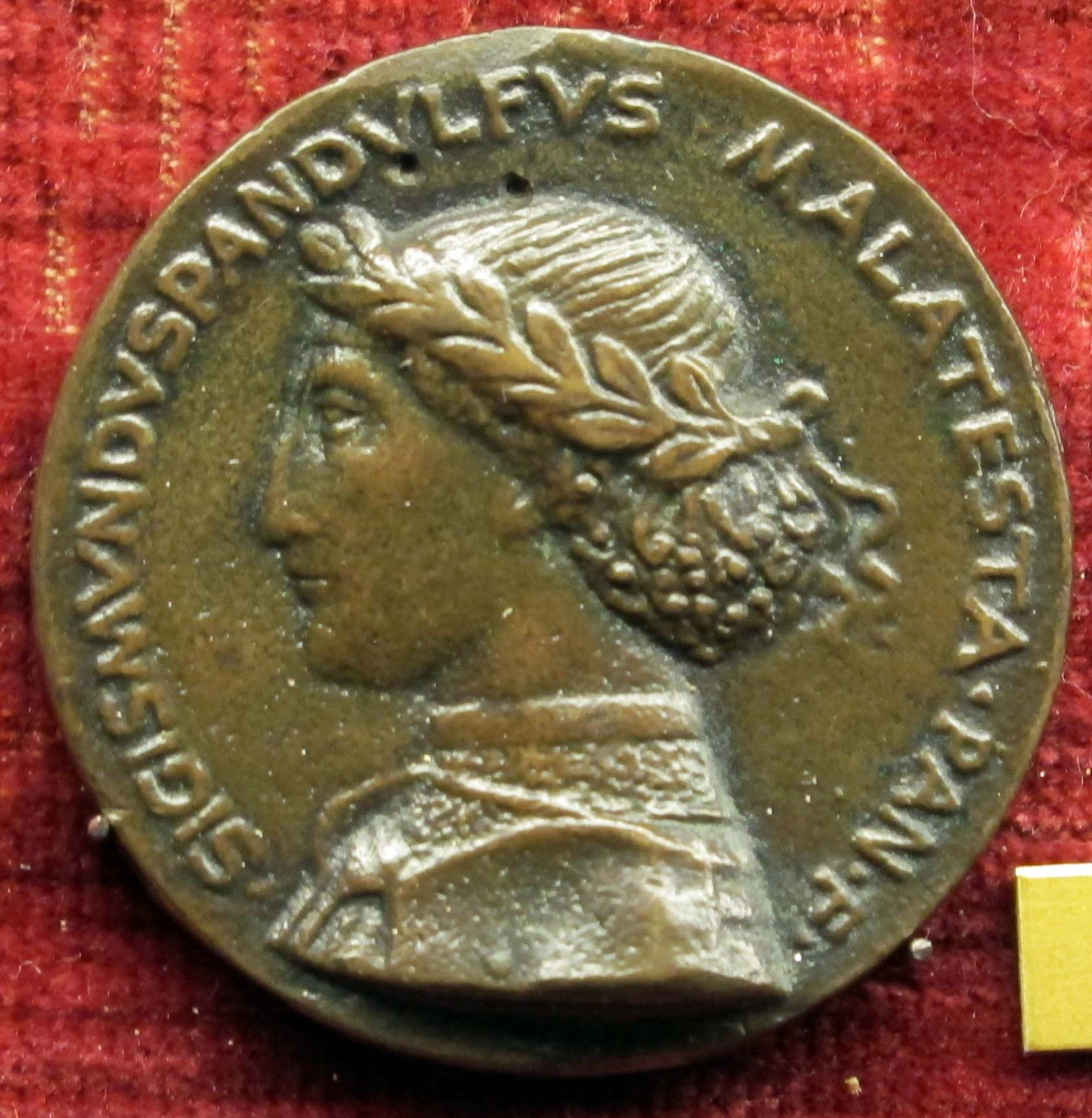
Matteo de 'Pasti, Medalha de Sigismondo Pandolfo Malatesta e o Templo Malatesta, graduado em retrato (1447)

O Malatesta apreciou seu sucesso nas seguintes atribuições para Veneza (26 de novembro de 1449, confirmado em 5 de janeiro de 1450), muito proveitoso, quando foi nomeado capitão geral das milícias venezianas e montou um exército de 2 mil cavalos e 500 de infantaria com pagamento mensal pessoal. de 600 ducados. Ao contrário dos florentinos e milaneses, os venezianos parecem pagar prontamente. Em 1453, com a renovação do contrato com Milão e Florença, a Malatesta ainda tinha que ter metade da remuneração do ano anterior (32 mil ducados), mas apesar disso a segunda guerra da Toscana também foi um grande sucesso, facilitada por uma epidemia na região. Exército aragonês que afligiu temporariamente seu capitão Federico da Montefeltro, permitindo a conquista do Vada.
Naqueles anos o Malatesta conseguiu fortalecer seu status, com a concessão papal de Montemarciano e Cassiano, e a conquista de Pergola, Monterolo, Senigallia e o Vicariato de Mondavio. Se Pesaro permanecesse um estranho, o estado de Malatesta poderia contar com uma grande área de seu campo, em Gradara e em posições importantes no Montefeltro. As fortificações defensivas foram melhoradas em Senigallia, em Fano e no território, como Verucchio, Montescudo, Pennabilli, Santarcangelo, Sogliano e Gradara, além da construção do Castel Sismondo em Rimini. As estradas internas foram melhoradas ao longo das rotas que ligavam o Adriático à Toscana, Umbria e norte da Itália. As relações entre a economia rural e a economia comercial-urbana foram reguladas, caminhando para uma liberalização parcial das ordens corporativas artesanais.

### Sinais de hesitação
Sua afirmação na Marche acabou fazendo o papa desconfiado, preocupado com o excesso de poder que a Malatesta estava ganhando, de modo que faltava o apoio demonstrado até então por Calisto III, por exemplo nas práticas de legitimação dos filhos Roberto, Malatesta e Valerio Galeotto. enquanto as lutas com o Ducado de Urbino foram exacerbadas e também os potentados italianos, partidários da política de equilíbrio, começaram a desconfiar da Malatesta.

### A paz de Lodi e os fatos de Siena
Um verdadeiro revés ocorreu durante as negociações da paz de Lodi (9 de abril de 1454), que efetivamente sancionou o fim das guerras na Itália e destacou as grandes potências, que dividiram a Itália. O Malatesta foi de fato excluído devido à insistência de Alfonso V de Aragão, que se declarou fora de qualquer pacto se o condottiere tivesse participado, ao que ele ostentou vários créditos atrasados e conspícuos.
Sigismondo Pandolfo permaneceu isolado, com o prestígio de um homem de armas e de um estado rachado, e com o consequente colapso das receitas financeiras ligadas a empréstimos forçados. Esta situação difícil foi agravada por uma situação desagradável com o município de Siena, que o havia contratado (7 de outubro de 1454) para resolver uma situação aparentemente não difícil, movendo-se contra um senhor rebelde, o conde de Pitigliano Aldobrandino Orsini. O Malatesta falhou em sua missão, realizando uma breve e infeliz campanha que fez o suspeito suspeitar de traição (parece errado). Além de não ser pago como combinado, seu acampamento teve que sofrer a vergonha dos saques pelas milícias sienenses.

### Inimigos antigos e novos

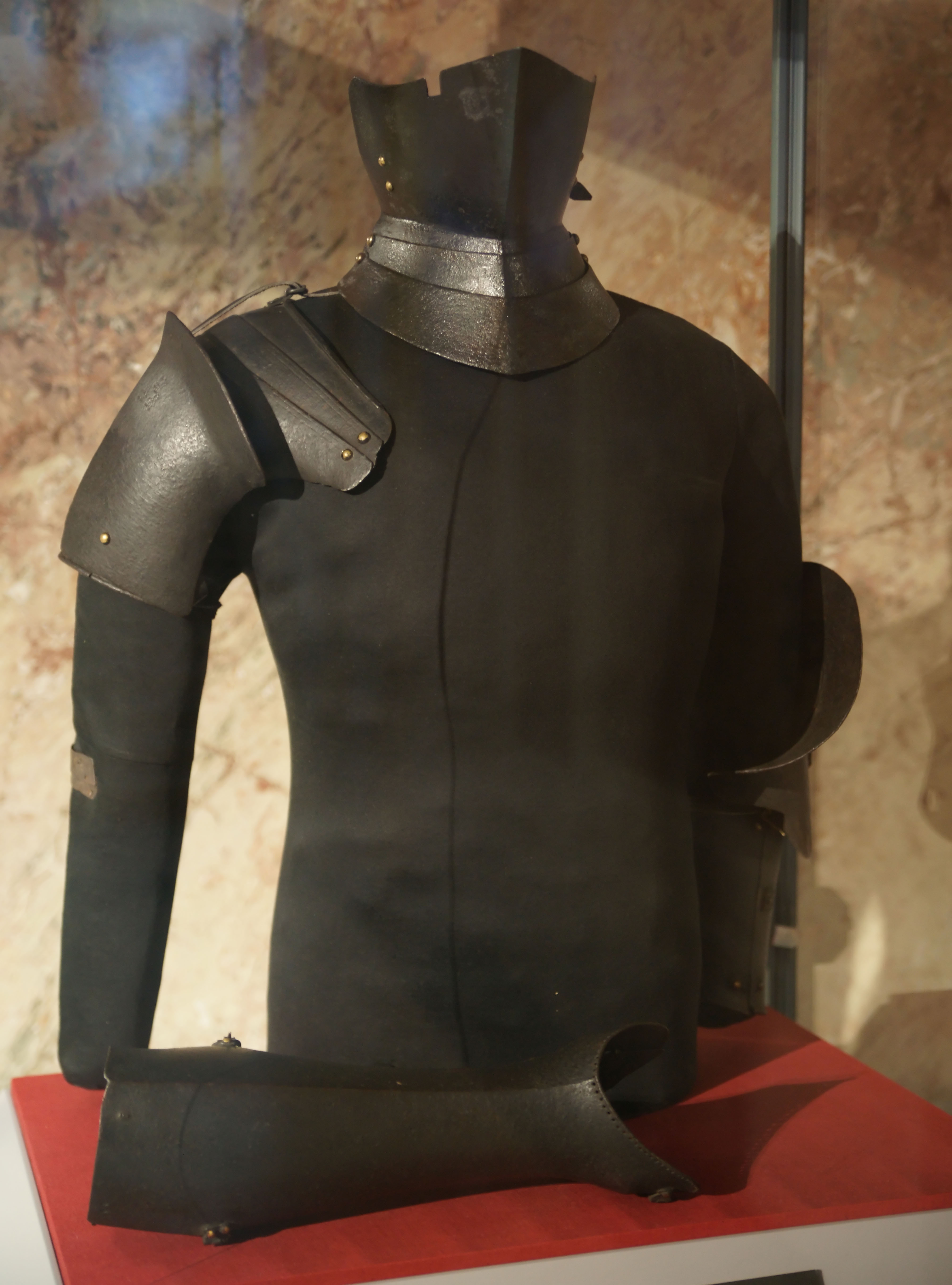
Peças de armadura de Sigismondo Pandolfo Malatesta, no Kunsthistorisches Museum

Nos anos 1455-1456, as relações com o inimigo comum, Federico da Montefeltro, oscilavam entre paz e guerra, entre fervorosas negociações diplomáticas. Em 1457 os dois rivais reuniram-se na presença de Borso d'Este e Malatesta Novello para tentar recompor as disputas de longa data, mas já em outubro daquele ano os Montefeltro e Jacopo Piccinino invadiram o vicariato de Fano, em nome do rei de 'Aragão, que pretendia pagar o crédito de 40 mil Alfonsini que afirmavam possuir o Malatesta e precisavam dele para as guerras contra os Angevins.
Este último procurou ajuda dos antigos aliados Veneza, Florença e Milão, mas foi sobretudo o Papa Callistus III que se ativou, enviando o cardeal Enea Silvio Piccolomini para compor um prêmio de paz, depois que o Malatesta pagou aos aragoneses tanto quanto ele tinha direito. O início das negociações coincidiu imediatamente com a morte de Alfonso V (27 de junho de 1458), e pouco depois do papa Calisto (6 de agosto), que fez o Malatesta acreditar que agora estava livre de dívidas. O novo rei de Nápoles, Fernando, filho de Afonso, e sobretudo o novo papa Pio II (que era precisamente o cardeal Piccolomini), no entanto, provou ser mais agressivo do que nunca contra o senhor de Rimini.
Em 1459, Sigismondo Pandolfo recuperou os castelos do vale de Cesano, mas em 6 de agosto, durante a Dieta de Mântua, o papa o forçou a devolvê-los, emitindo uma sentença arbitral: o Malatesta teve que se comprometer a pagar a dívida dos 40 mil Alfonsini do rei de Cesano. Nápoles, e para garantir o pagamento integral, teve que depositar os territórios de Senigallia, do vicariato de Mondavio, de Pergola e Montemarciano, além de prometer não pegar em armas por dez anos. Por outro lado, também o Malatesta teria recuperado os castelos usurpados de Federico da Montefeltro, relatando a situação como era antes das hostilidades.
Se o Malatesta estava encurralado, também era Jacopo Piccinino, o capitão das milícias napolitanas na região de Marche. No final, o prêmio desapontou a todos, inclusive Federico da Montefeltro, que esperava melhores concessões territoriais, mas o papa insistiu em exigir que o que foi estabelecido fosse respeitado. No entanto, foi apenas Malatesta quem se rebelou, devido a uma série de fatos que o fizeram sentir, além de ser assediado, até ridicularizado. Em outubro de 1959, ele entregou os territórios solicitados para serem depositados no pontífice Octaviano Pontanus, mas ele entrou em fúria quando Piccinino não devolveu nenhum castelo; seu humor piorou quando as terras designadas para a Igreja não permaneceram nas mãos do papa, mas foram prontamente cedidas a Montefeltro.
Acabou de receber 3 mil ducados dos Anconetani para travar uma guerra contra Jesi, que então se recusou a liderar delegando a seu filho Roberto, ocupou Montemarciano, o vicariato de Mondavio e, junto com Piccinino e o Príncipe de Taranto, passou para a frente angevina contra o rei aragonês de Nápoles.

### O choque com Pio II

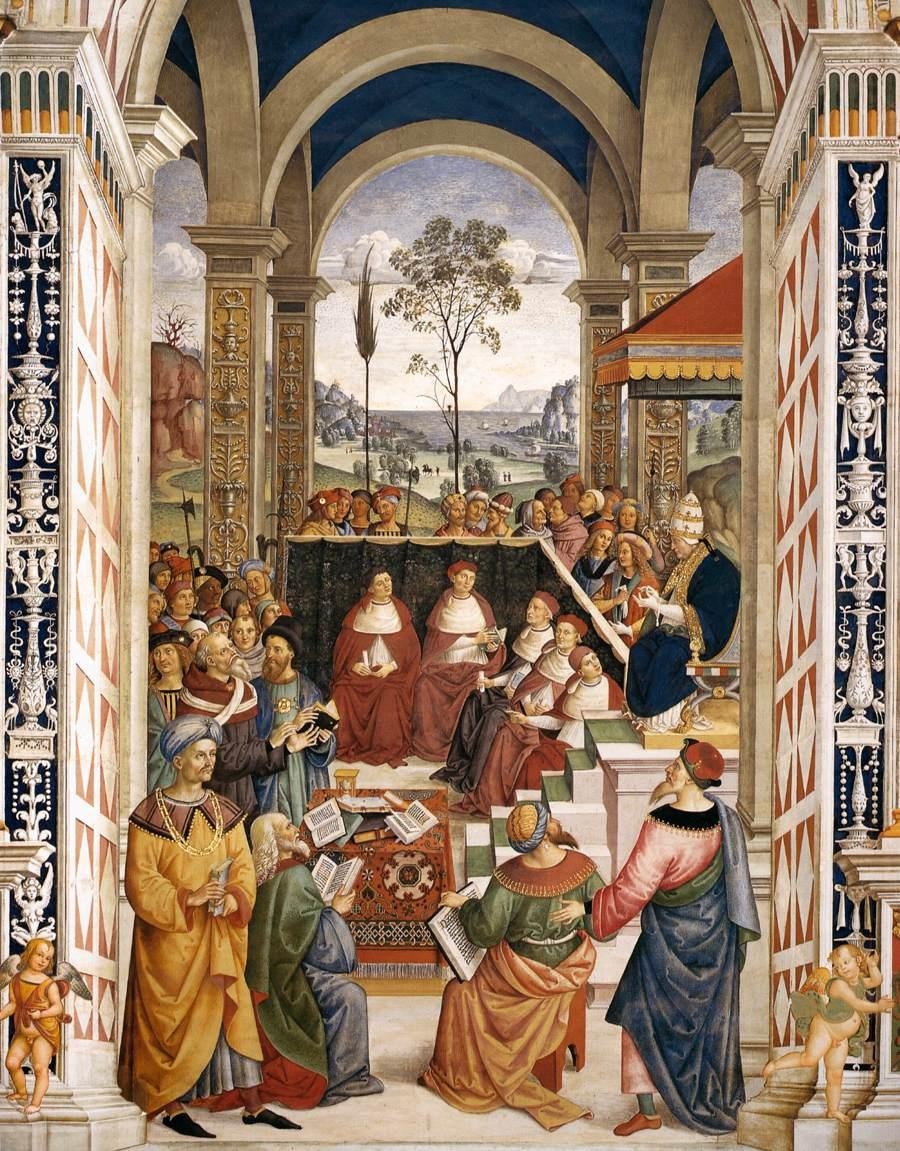
Pinturicchio, Pio II convoca o conselho de Mântua, Biblioteca Piccolomini, Catedral de Siena (1502-1507)

Ao se rebelar contra o papa, o Malatesta logo se viu em uma situação de completo isolamento diplomático. Em 1460 - 1462 a situação piorou rapidamente, quando Pio II chamou-o três vezes após a desobediência repetida: não recebendo nenhum sinal de arrependimento, o papa excomungou o dia de Natal 1460, quebrou seus súditos do juramento de fidelidade e ele instituiu um julgamento por "difamá-lo" (1461), que terminou com a queima de sua efígie em Roma (1462). Também resultou na decadência do status de vigário nos territórios da Santa Sé.
Pio II, nascido em Siena e, portanto, contra Malatesta desde a época de seu comportamento com sua cidade natal, constituiu uma verdadeira liga contra ele, juntamente com o rei de Nápoles, o duque de Milão e Federico da Montefeltro, com o objetivo para levá-lo a completa ruína. Liderados pelos condôminos Ludovico Malvezzi de Bolonha e Pier Paolo Nardini, as tropas pontifícias, com 3 mil cavalos e 2 mil de infantaria, invadiram as terras Malatesta na Marca, retomaram o vale de Cesano e acamparam à beira do Vicariato de Mondavio, na planície abaixo do castelo. de Nidastore. O contra-ataque da Malatesta não demorou a chegar e em 2 de julho de 1461, na batalha de Castelleone di Suasa, obteve uma extraordinária vitória contra o exército papal liderado por Napoleone Orsini e composto por três vezes sua equipe. No ano seguinte, ele conseguiu ocupar Senigallia, mas a chegada dos contingentes de Federico da Montefeltro fez com que ele recuasse em Fano, a segunda capital de seu estado. Depois, foi atingido e derrotado na batalha de Cesano perto de Pian della Marotta, nas margens do rio Cesano. Suas tropas foram derrotadas e ele conseguiu se salvar com alguns fiéis e reparar por mar, em vão busca por aliados Angevinos. Seu filho Roberto mal conseguiu entrar na fortaleza de Mondolfo.
Então Pio II tinha a situação sob controle, e decidiu proceder para neutralizar o inimigo, confiando a Federico da Montefeltro eo cardeal legado Nicholas Forteguerri a continuação das operações militares (maio 1463), que retomou Senigallia, o Vicariato de Mondavio e também Fano, sitiada pelo mar de Forteguerri (25 de setembro de 1463). Naquele momento, os venezianos começaram uma série de pressões para que o papa afrouxasse seu controle estrito sobre Malatesta, que aproveitou a oportunidade para pedir perdão, obtê-lo. Naquele momento ele tinha apenas Rimini e uma pequena área circundante, sempre como vigário papal.

### A guerra de Morea

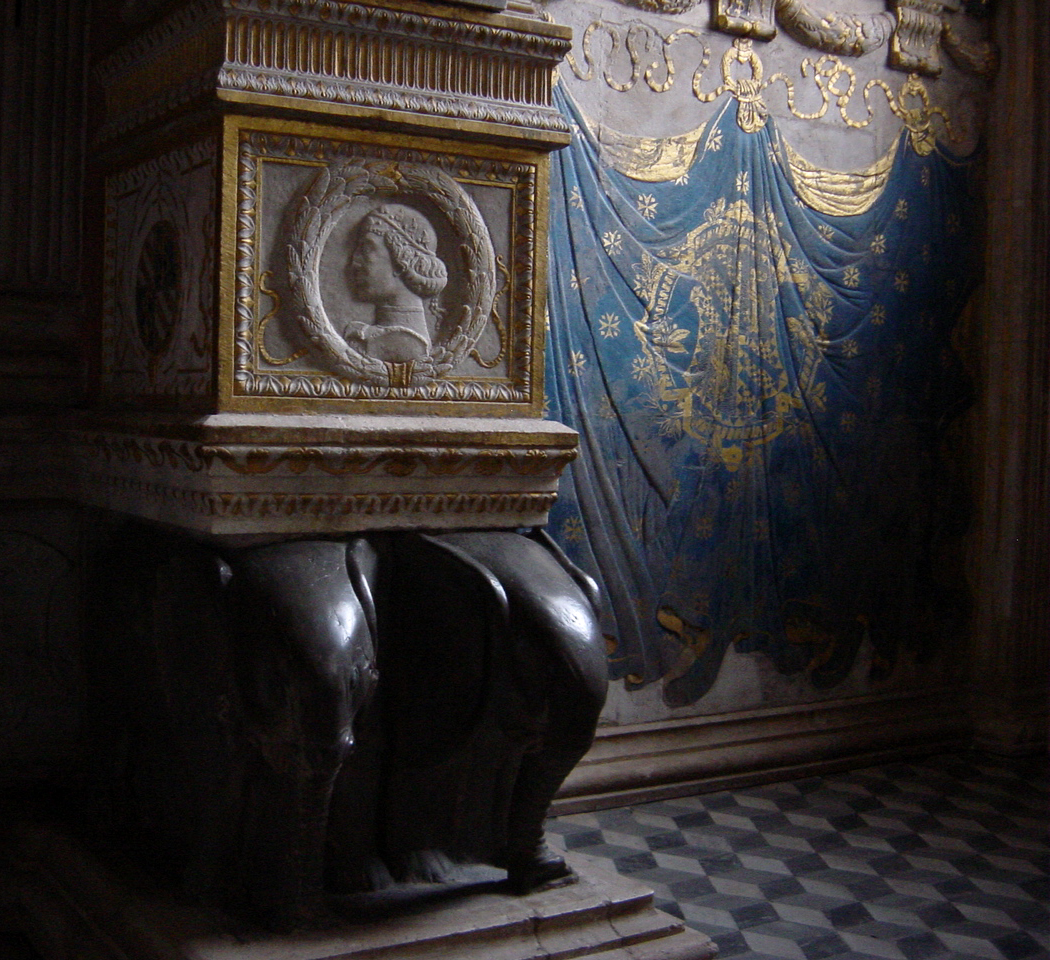
Interior do Templo Malatesta, com o retrato de Sigismondo Pandolfo Malatesta em uma noz erguida por elefantes, o emblema de Malatesta

Isolado, empobrecido e minado em prestígio pessoal, o Malatesta não tinha nada a fazer senão procurar novos comportamentos para si e para seu filho, a fim de refinanciar a si mesmo, tentando restabelecer relações com os outros estados italianos mais poderosos. Apenas Milão e Veneza se mostraram simpáticos. Os venezianos, em particular, o contrataram, entre 1464 e 1466, para combater os turcos em Morea, uma missão que muitos senhores da Itália e além tinham se recusado por sua dureza e perigo.
Tendo partido para a Grécia, a Malatesta, depois de ter obtido a garantia de proteção para seu Estado e sua família dos venezianos, iniciou as operações militares que não renderam sucesso ou ganho. Em 1465 ele adoeceu e na Itália correu o boato de que estava morto, desencadeando uma série de eventos que antecipavam o que aconteceria com sua morte. Os venezianos, com a intenção oficial de proteger sua esposa Isotta e seu filho Sallustio, enviaram uma guarnição que talvez tivesse o verdadeiro objetivo de deslocá-los. Isotta, que gostaria de ter sido o filho do Senhor, obteve pouco apoio, entre aqueles que queriam que o filho mais velho Roberto chegasse ao poder, que queria que a cidade voltasse à Igreja, como indicado nas condições da paz de 1463, e que quisesse entrar sob a proteção de uma grande potência como Milão ou Florença. O próprio papa foi alertado e montou um exército que, se necessário, ocupou Rimini. Mas a Malatesta ainda estava viva e, uma vez curada, alarmada pelas sombras escuras que agora se estendiam sobre seu estado reduzido, obteve após uma longa hesitação dos venezianos a dispensação da guerra de Morea.

### Últimos anos
De volta à Itália, depois de ter arranjado em favor de Isotta e Sallustio após sua morte (23 de abril de 1466), ele foi a Roma para obter do novo papa, Paulo II, uma recompensa pela guerra contra os turcos e algumas concessões. Na realidade, o papa fez tudo o que pôde para mantê-lo o maior tempo possível, enquanto secretamente movia seu exército para ocupar Rimini. O plano mostrou-se mal sucedido desde o início e quando Malatesta tomou conhecimento da situação, ficou tão furioso que conseguiu obter uma recompensa de 1,5 mil ducados.
Pacificado com o Papa, na primavera de 1468, ele retornou à Igreja em uma campanha contra Norcia. Aqui ele contraiu uma doença que o levou alguns meses depois a sua morte. Em 16 de agosto de 1468 ele fez novas disposições testamentárias sobre sua propriedade na Dalmácia obtida com a campanha contra os turcos, e em 9 de outubro do mesmo ano ele morreu em Rimini, deixando todos os seus projetos de resgate inacabados.
Seu corpo foi enterrado no Templo Malatesta, um ambicioso projeto inacabado, que resume bem o contraste entre suas aspirações e seu infeliz destino.

## Mecenato

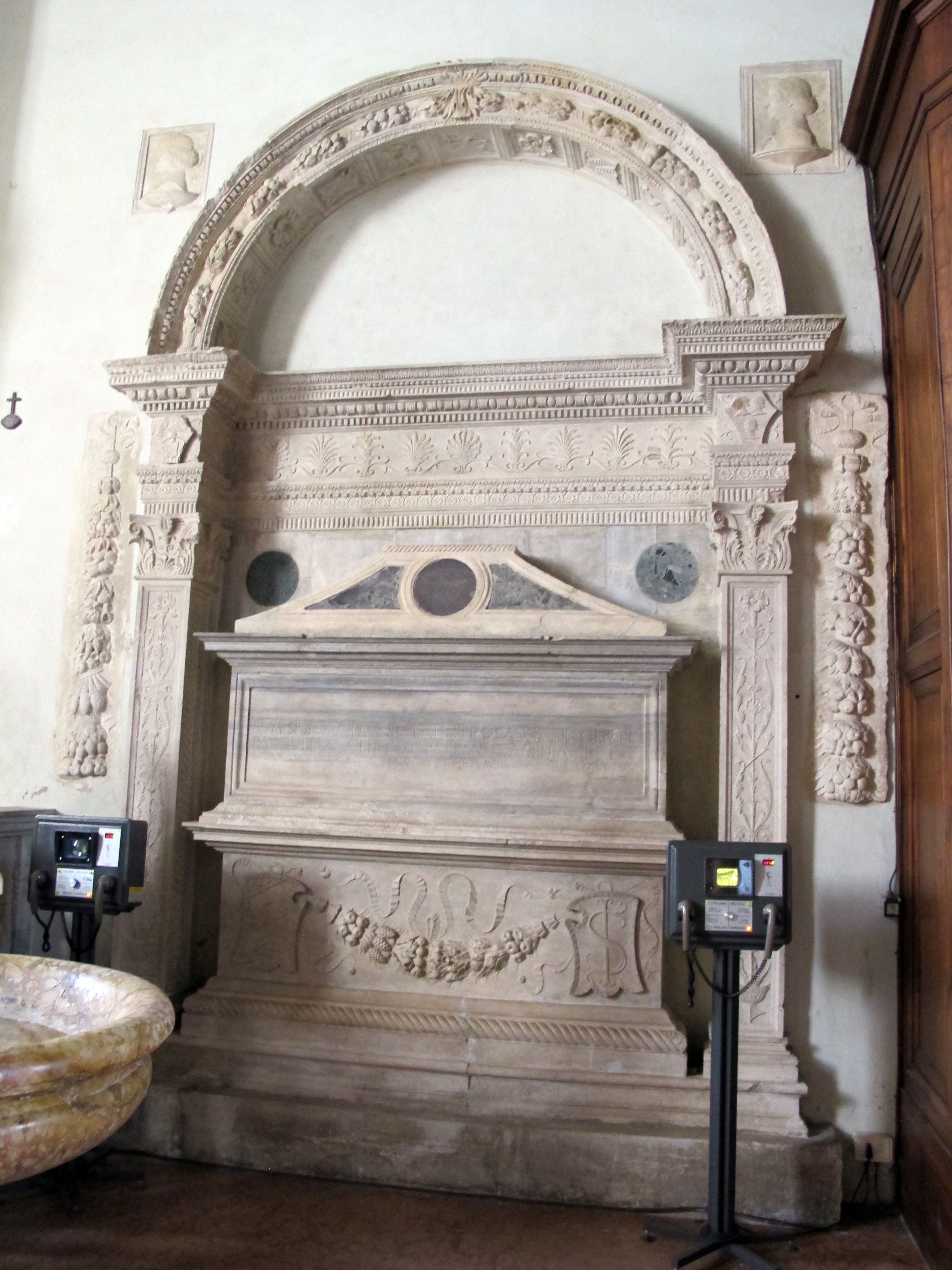
O túmulo de Sigismondo Malatesta no Templo Malatesta, obra dos toscanos Bernardo Ciuffagni e Francesco di Simone Ferrucci

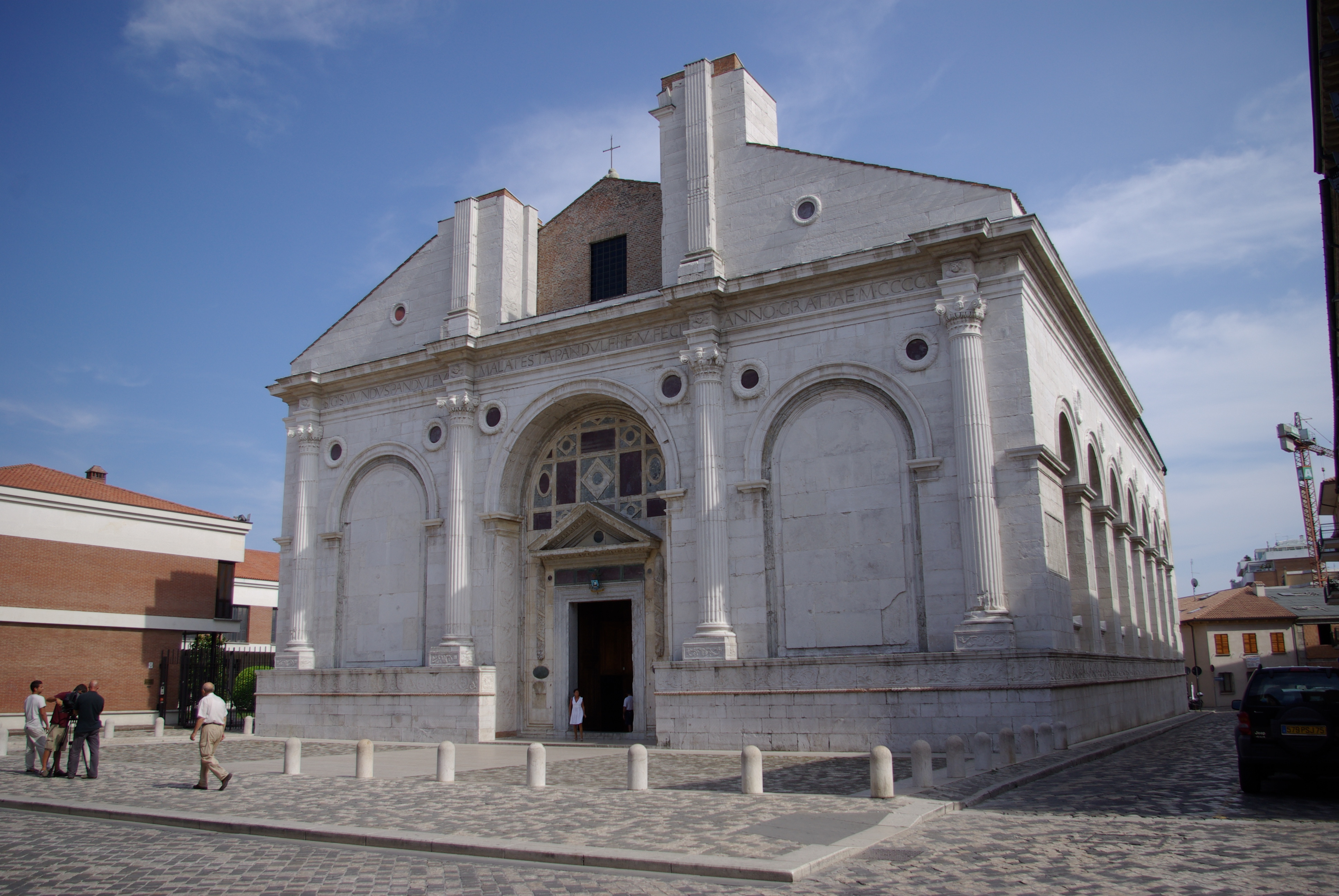
O templo Malatesta

Sigismondo Pandolfo Malatesta também foi poeta e patrono das artes. Na vida, sua fama estava ligada sobretudo à atividade de líder e capitão, apesar da incongruência de ser senhor de um estado pequeno e totalmente marginal, e gradualmente destinada a desaparecer. Bastante mais duradoura e, em vez disso, cresceu ao longo dos séculos foi a sua notoriedade ligada à promoção de iniciativas artísticas e culturais, muitas vezes muito ambiciosas e caras, todas dedicadas à exaltação da sua imagem pessoal e da dinastia Malatesta, quase para torná-la verdadeira religião. Foram precisamente os conflitos com o papado que o levaram a promover a elaboração de uma mistura particular do mundo clássico pagão, da cultura cristã e do culto pessoal, enriquecida por sugestões cavalheirescas e corteses. Ele não era, portanto, um simples financista de obras, mas era um elemento ativo nos processos criativos, incorporando esses mesmos ideais que ele pretendia promover: homem de guerra e cultura, cavaleiro e governante absoluto.
Sua estratégia auto-representativa dependia da cunhagem de medalhas, que eram então dadas como uma lembrança preciosa como um retrato pintado. Contando com os melhores artistas disponíveis, como Pisanello e, após a saída deste, Matteo de 'Pasti, ele reviveu a sugestão imperial da moeda antiga, confiando sua própria efígie (e a de Isotta) à glorificação imortal.
A partir dos anos trinta, ele chamou à sua corte alguns dos mais qualificados e vanguardistas artistas e arquitetos da cena italiana, essencialmente confiando-lhes dois grandes projetos de natureza um tanto oposta. Uma delas foi a fortificação de Castel Sismondo, a residência familiar fortificada, para a qual ele também se valeu do conselho de Filippo Brunelleschi. A outra foi a reconstrução da antiga igreja de San Francesco, que depois se tornou o Templo Malatesta, com uma operação cultural mais marcante, condensando valores filosóficos e teológicos, nos quais as glórias pagãs e as instâncias cristãs foram revividas, como um trabalho votivo e sepulcral, para si e sua dinastia. Neste local, gradualmente expandindo para cobrir todo o edifício, nomes famosos trabalharam como Leon Battista Alberti, Piero della Francesca e Agostino di Duccio, bem como o próprio Matteo de 'Pasti e artistas locais como Matteo Nuti e Cristoforo Foschi. A mistura particular de antigo e moderno era percebida desde a decoração das capelas, ligadas às divindades pagãs, às Musas, às artes liberais, às Sibilas, aos Profetas e aos Doutores da Igreja, representando uma espécie de história do trabalho divino e humano, intercaladas com numerosas referências à história pessoal da Malatesta, a sua dinastia e a Isotta.
No campo literário, por um lado, o conhecimento militar, enriquecido pela experiência prática, levou a um renascimento dos tratados de guerra, nas obras de síntese de Roberto Valturio. Por outro lado, o neoplatonismo florentino encontrou uma declinação particular aqui, na obra de escritores como Basinius de Parma, Tobia Borghi, Guarino Veronese e Giusto de' Conti.

## Descendência

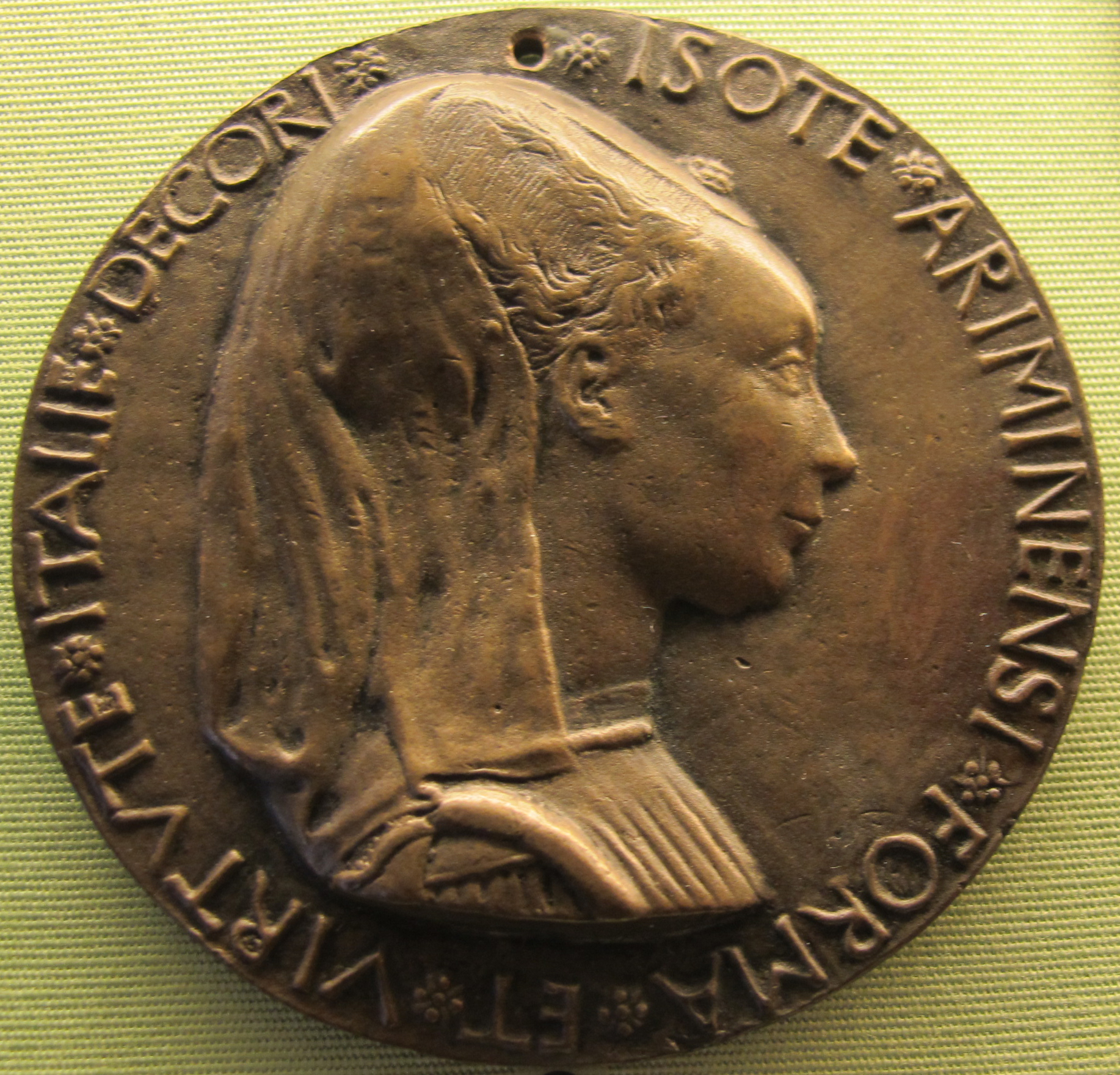
Matteo de 'Pasti, medalha de Isotta degli Atti velada e o elefante (1446)

Sigismondo Pandolfo cumpriu uma cuidadosa política matrimonial, para assegurar algumas alianças vantajosas: planos fracassados de se casar com uma filha de Francesco di Bussone, conde de Carmagnola, em 1434 casou- se com Ginevra d'Este (falecida em 1440), da qual ele tinha como único filho Galeotto Roberto Novello, que morreu em 1438.
Em 25 de outubro de 1441 ele se casou com Polissena, a filha natural de Francesco Sforza, de quem teve dois filhos:
- Galeotto, que morreu em 1442;
- Giovanna, nascida em 1443 e casada com Giulio Cesare da Varano aos sete anos.[1]

A partir de 1446, com a esposa ainda viva (ela morreu em 1449), ele viveu um relacionamento com Isotta degli Atti, com quem se casou em 1456, sem nenhum propósito político particular. De fato, ele não obteve nenhuma vantagem político-militar, além da formalização de seu relacionamento de dez anos com Isotta, do qual ele teve:
- Giovanni (? -1447);
- Sallustio (1450-1470);
- Margherita casou-se com Carlo Fortebracci di Montone, filho do condottiere Braccio da Montone;[2]
- Antonia, que se casou com Rodolfo Gonzaga em 1481.

### Filhos ilegítimos
Ele tinha muitas crianças naturais ao todo, quase todas legitimadas.
- Com Vannetta de Galeotto Toschi de Fano: 
  - Roberto (1440-1482), seu sucessor no senhorio de Rimini.
- Com Gentile di ser Giovanni da Bolonha: 
  - Lucrezia (? -1483), casada com Alberto d'Este;
  - Pandolfo (? -1480).
- As crianças naturais eram: 
  - Valerio Galeotto (? -1470);
  - Giovanni (? -1483);
  - Alessandra casou-se com Giovanni Tingoli;
  - Umilia, freira;
  - Contessina;
  - Elizabeth (? -1481).